# Pabellón Pitiu Rochel
El Pabellón Pitiu Rochel es un pabellón polideportivo de la ciudad española de Alicante, donde juega sus partidos de balonmano el Club Balonmano Mar Alicante. Está situado en la calle Foguerer José Romeu Zarandieta, junto a otros edificios deportivos de la ciudad como el Estadio José Rico Pérez o el Pabellón Pedro Ferrándiz. Tiene un aforo para 1868 espectadores y su pista cubierta tiene unas dimensiones de 47 × 32 m.